# Tudian (köpinghuvudort i Kina, Zhejiang Sheng, lat 30,58, long 120,61)
Tudian är en köpinghuvudort i Kina. Den ligger i provinsen Zhejiang, i den östra delen av landet, omkring 56 kilometer nordost om provinshuvudstaden Hangzhou. Antalet invånare är 33 727. Befolkningen består av 16 848 kvinnor och 16 879 män. Barn under 15 år utgör 13,0 %, vuxna 15-64 år 75 %, och äldre över 65 år 10,0 %.
Runt Tudian är det tätbefolkat, med 613 invånare per kvadratkilometer. Närmaste större samhälle är Chongfu, 18,3 km väster om Tudian. Trakten runt Tudian består till största delen av jordbruksmark.
Genomsnittlig årsnederbörd är 1 712 millimeter. Den regnigaste månaden är juni, med i genomsnitt 277 mm nederbörd, och den torraste är november, med 65 mm nederbörd.